# Kaplica św. Tichona w Solecznikach
Kaplica pod wezwaniem św. Tichona – prawosławna kaplica (pełniąca czasowo funkcję świątyni parafialnej) w Solecznikach, w dekanacie wileńskim okręgowym eparchii wileńskiej i litewskiej Rosyjskiego Kościoła Prawosławnego.

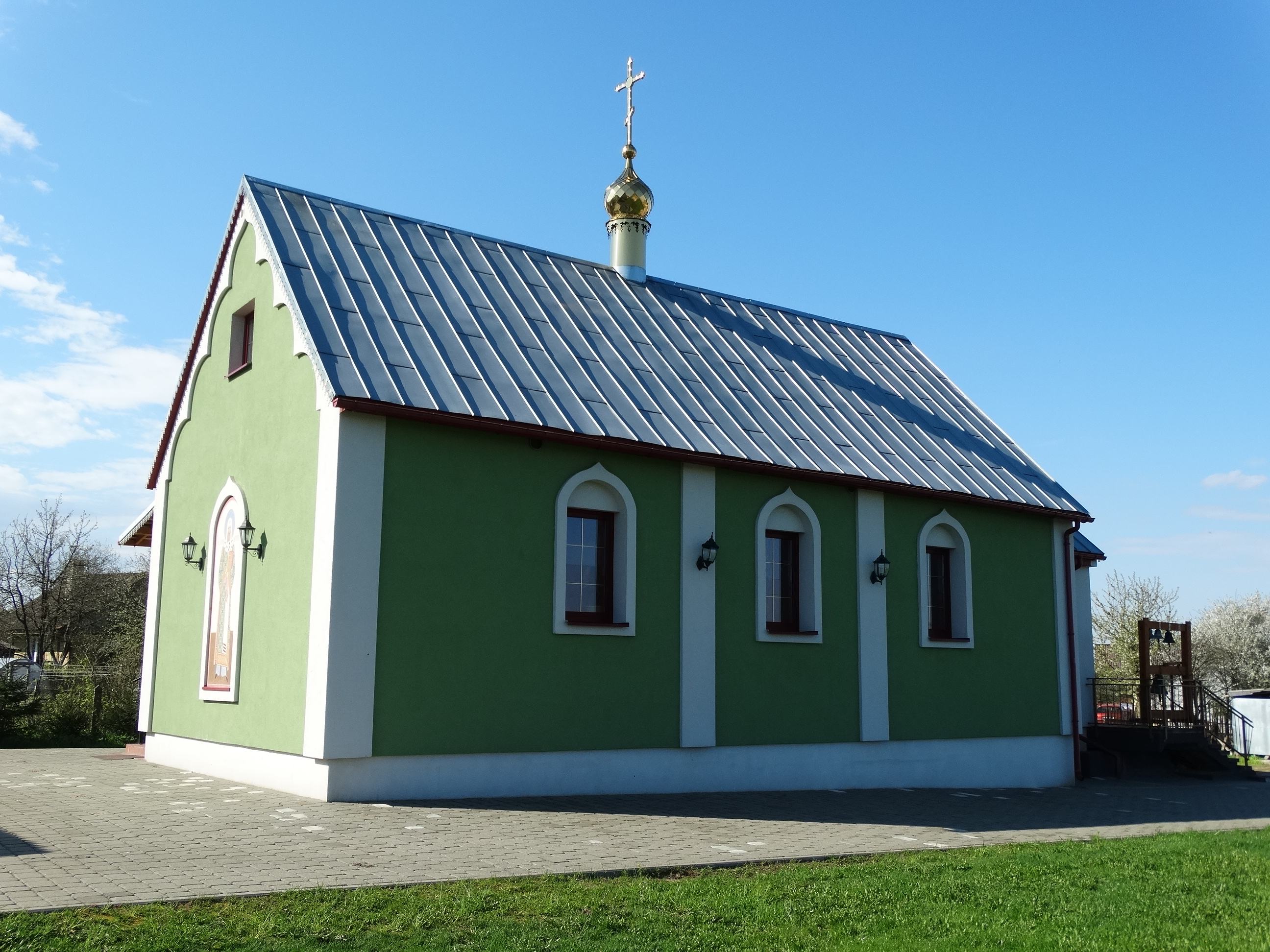
Widok kaplicy od strony północno-wschodniej, po prawej – dzwonnica

Kaplicę zbudowano w latach 1995–1996, poświęcono 2 czerwca 1996 r. (w Święto Trójcy Świętej). Patronem świątyni został św. Tichon, patriarcha moskiewski. Działającą przy kaplicy parafię władze państwowe zarejestrowały 10 czerwca 1996 r.
W sąsiedztwie kaplicy trwa budowa cerkwi parafialnej.